# Molophilus (Molophilus) neecoo
Molophilus (Molophilus) neecoo is een tweevleugelige uit de familie steltmuggen (Limoniidae). De soort komt voor in het Australaziatisch gebied.